# ديفيد تشارلستون
ديفيد تشارلستون (بالإنجليزية: David Charleston)‏ هو نقابي ومهندس وسياسي أسترالي، ولد في 27 مايو 1848 في سانت ارث في المملكة المتحدة، وتوفي في 30 يونيو 1934 في أستراليا. حزبياً، نشط في حزب العمال الأسترالي (فرع جنوب أستراليا) ‏ ( – أغسطس 1897). وقد انتخب عضو مجلس جنوب أستراليا التشريعي عن دائرة Central District No. 1 (South Australian Legislative Council) ‏ وقد انضم خلال فترته النيابية (9 مايو 1891 – 18 أغسطس 1897)  للكتلة البرلمانية حزب العمال الأسترالي (فرع جنوب أستراليا) ‏ وانتخب عضو مجلس الشيوخ الأسترالي ‏ عن دائرة جنوب أستراليا ‏ وقد انضم خلال فترته النيابية (30 مارس 1901 – 31 ديسمبر 1903)  للكتلة البرلمانية حزب التجارة الحرة.